# 953 Painleva
953 Painleva este un asteroid din centura principală, descoperit pe 29 aprilie 1921, de Veniamin Jehovski.